# Venturia inequalis
Venturia inequalis là một loài Ascomycetes trong họ Venturiaceae. Loài này được Cooke G.Winter miêu tả khoa học đầu tiên năm.
Đây là loài gây hại phát triển phổ biến ở Uzbekistan.